# Conan

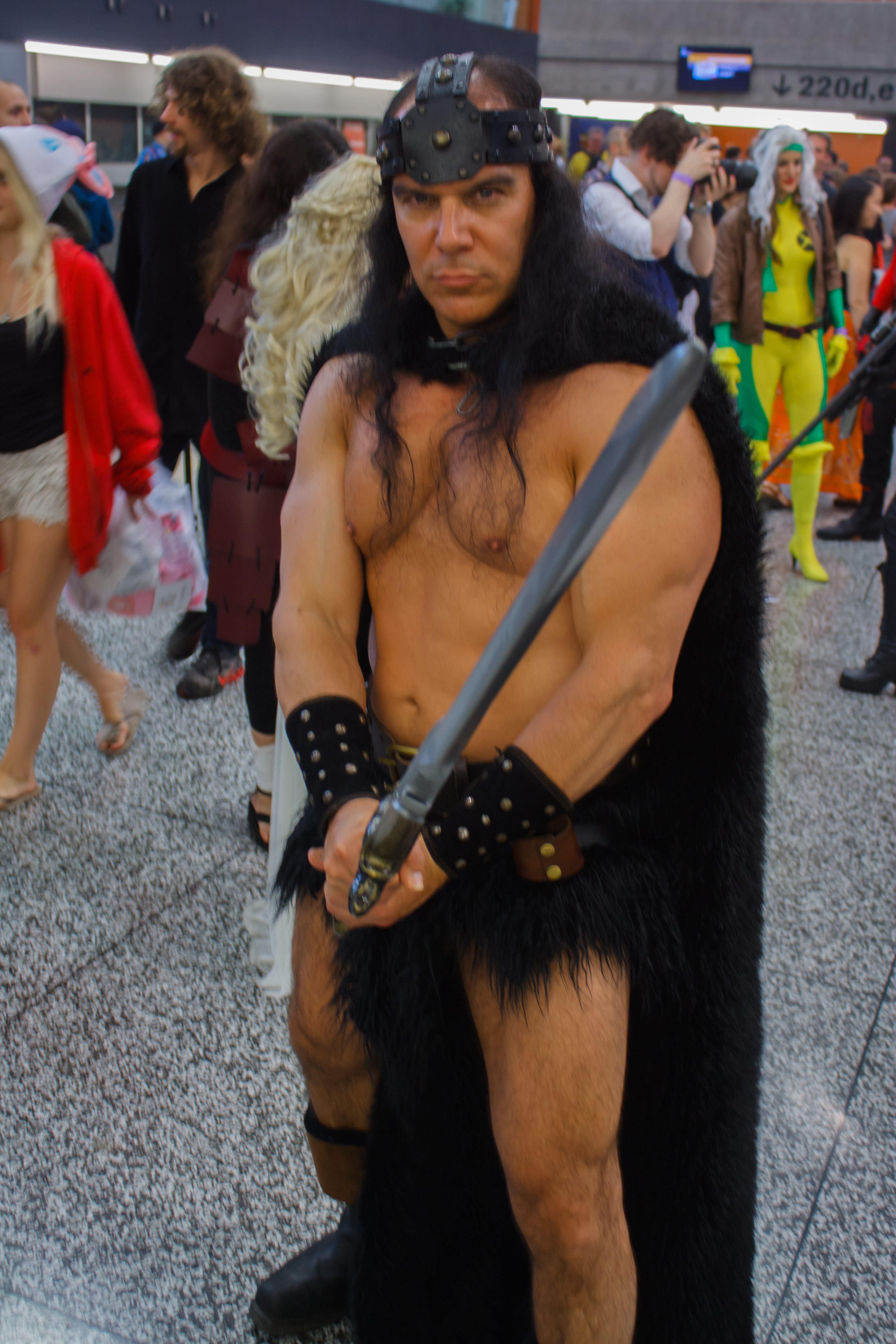
Person utklädd till Conan på ett Cosplay.

Conan (även känd som Conan barbaren eller Conan cimmeriern), är en fiktiv figur skapad av den amerikanska författaren Robert E. Howard i en serie berättelser som ursprungligen publicerades av det kiosklitterära amerikanska science fiction- och skräckmagasinet Weird Tales under 1930-talet.
Berättelserna om Conan utspelar sig under en fiktiv historisk tidsepok (den "Hyboriska tidsåldern") och är ett tidigt exempel på fantasy-genren. Rollfiguren är även med sin förhållandevis amoraliska läggning ett bra exempel på en antihjälte. Han är en hård man, men inte utan sinne för humor (i alla fall i Howards ursprungliga berättelser). Han är en ytterst skicklig och stark stridskämpe. Conan bryr sig mest om sig själv och kan kallas för hjälte mest för att han ofta befinner sig i situationer som kräver att han gör något hjältemodigt för att rädda sitt eget skinn. Dock drar han sig inte för att rädda en kvinna i nöd.
Conan är Robert E. Howards mest kända romanfigur och har gett upphov till flera adaptioner i olika media, men även en uppsjö av pastischer och imitationer i form av böcker och serietidningar. Bland dessa har tre filmer vilka är löst baserade på rollfiguren spelats in: Conan barbaren, Conan förgöraren och Conan the Barbarian.

## Böcker
Efter Howards död samlades hans berättelser med Conan och gavs ut bokform (några av dem med omslag av Frank Frazetta). Dessutom har efter Howards död flera författare skrivit nya berättelser med Conan, bland annat Björn Nyberg, Lin Carter, L. Sprague de Camp, Karl Edward Wagner, Poul Anderson, Robert Jordan, Steve Perry och Harry Turtledove. På svenska har flera av böckerna med Conan givits ut i Drakar & Demonerserien.
2020 kom förlaget Yabot AB ut med en ny svensk översättning av Robert E Howards enda roman om Conan (The Hour of the Dragon(en)) som på svenska fått namnet Drakens tid, den är översatt av Mats Ingelborn. I november 2020 kom Yabot även ut med den första delen av Krönikan om Hyboria, som samlar Howards noveller och korta kapitelberättelser om Conan.

## Serieversioner
Serieversionen publicerades länge (1970–2000) av Marvel Comics och gjordes av serieskapare som Roy Thomas, John Buscema och framför allt Barry Windsor-Smith, som gått till historien som den klassiske Conan-tecknaren.
Senare gick serierättigheterna över till Dark Horse. Dessa serier tecknades av Cary Nord, och skrevs av Kurt Busiek, Mike Mignola, Timothy Truman, Brian Wood, Fred Van Lente och Cullen Bunn.
Sedan 2018 är det återigen Marvel Comics som äger serierättigheterna och ger ut serier med Conan.
Rättigheterna till själva figuren påstås ägas av svenska företaget Paradox Entertainment. Dock löpte upphovsrättens skyddstid ut (i Sverige, EU och större delen av världen) år 2008 för själva berättelserna, så det är oklart vilka rättigheter man egentligen avser.

### Svensk utgivning
1973 gavs Conan för första gången ut som egen serietidning i Sverige av Semic. Conan fick dock samsas med en del andra Marvelfigurer som till exempel X-Men.
1975 kom även titeln Svärdet med Conan i magasinformat (med serier hämtade från amerikanska Savage Sword of Conan.)
Carlsen/if gav ut fyra album med gamla avsnitt av Barry Windsor-Smith och John Buscema 1978–1979:
1. "Den fördömda staden"
2. "Fruktans dal"
3. "Conan från Cimmeria"
4. "Den gröna kejsarinnan"

I början av 80-talet publicerades "Conan" (i färg) som biserie i den svenska Marveltidningen Månriddaren. Tidningen var dock tunn och Conan-äventyren hackades upp i smådelar och publicerades över flera nummer.
1984 startade Semic en svartvit Conan-tidning på 100 sidor som gavs ut i två år. Under denna tid ingick tidningen i Marvelklubben, trots att serierna inte har mycket att göra med övriga serier i Marvels universum.
1990 gjorde Semics underavdelning SatellitFörlaget ett nytt försök med en Conan-tidning, ett försök som föll väl ut med tanke på att tidningen överlevde till och med 1999. Gavs ut omväxlande i färg och svartvitt.
Full Stop Media gjorde ett försök med en tjock Conan-tidning i svartvitt år 2000, men den utkom dock bara med två nummer.

## Datorspel
Det har även kommit flera datorspel med Conan, bland annat Age of Conan: Hyborian Adventures och Conan Unconquered.

## Övriga adaptioner
Förutom serieversioner och datorspel har Conan gett upphov till flera adaptioner i media såsom filmer, tv-serier, rollspel, kortspel och brädspel.

## Parodier, kopior och pastischer
Howard har haft ett stort inflytande på fantasygenren. De flesta serier som handlar om barbarer är på ett eller annat sätt influerade av "Conan", men bedömningen är givetvis subjektiv.
- Arak, Son of Thunder, indian uppfostrad av vikingar från DC Comics
- Beowulf, visserligen en hjälte från en gammal engelsk hjältedikt, men som serie influerad av Conan
- Brath, keltisk hjälte från CrossGen Comics
- Claw the Unconquered, barbar med demonhand från DC Comics
- Cohen Barbaren, åldrad barbar skriven av Terry Pratchett
- Groo, dum barbar skriven av Sergio Aragonés
- Thongor, barbar skapad av Lin Carter och omgjord till serie av Marvel Comics
- Marv från Sin City har beskrivits av Frank Miller som "Conan i trenchcoat".